# Rayan Helal
Rayan Helal, nascido a 21 de janeiro de 1999, é um corredor ciclista em pista francês, especialista nas provas de velocidade.

## Biografia
Em 2015, Rayan Helal consegue nos cadetes (menos de 17 anos) os títulos de campeão da França de velocidade e da americana. Pratica igualmente o ciclismo de estrada, antes de escolher definitivamente de investir na modalidade de pista.
Nos juniores (17/18 anos), resulta em 2016 campeão da França de velocidade por equipas juniores, com Florian Grengbo e Lucas Ronat. Em maio do ano seguinte, decide de orientar-se exclusivamente nas provas do sprint. Revela-se ao nível internacional correndo durante o verão o duplicado em velocidade individual : campeonato do mundo-Campeonato Europeu, batendo a cada vez o russo Dmitry Nesterov.
Em dezembro de 2017 participa com as elites a sua primeira manga da Copa do mundo em Milton. Com a equipa da França de velocidade, ele consegue dois pódios em velocidade por equipas. Participa nos seus primeiros mundiais elites em Apeldoorn algumas semanas mais tarde, onde toma o décimo-quarto lugar do torneio de velocidade. Durante o verão de 2018, consegue o triplo campeão da Europa Esperanças em keirin, velocidade individual e velocidade por equipas. É igualmente duplo vice-campeão da França do keirin e da velocidade.
No fim de 2018, durante a manga da Copa do mundo de Berlim, classifica-se terceiro do torneio de velocidade, após ter eliminado Jason Kenny nos oitavos de final, depois Joseph Truman nos quartos de final. Nas semifinais, chega a tomar uma manga ao campeão do mundo Matthew Glaetzer, depois ganha a pequena final em duas séries em frente ao Polaco Mateusz Rudyk.
Em agosto de 2019 torna-se campeão da França de velocidade que toma a sua relance em final em frente a Sébastien Vigier.

## Palmarés

### Campeonatos mundiais
| Edição / Prova              | Velocidade individual |
| Montichiari 2017 (juniores) | Ouro                  |
| Apeldoorn 2018              | 14.º                  |

### Copa do mundo
- 2017-2018
  - 2.º da velocidade por equipas em Santiago de Chile
  - 3.º da velocidade por equipas em Minsk
- 2018-2019
  - 3.º da velocidade em Berlim
- 2019-2020
  - 3.º da velocidade em Milton
  - 3.º da velocidade por equipas em Hong Kong

### Campeonato Europeu
| Edição / Prova          | Keirin | Velocidade individual | Velocidade por equipas                           |
| Anadia 2017 (juniores)  |        | Ouro                  |                                                  |
| Aigle 2018 (esperanças) | Ouro   | Ouro                  | Ouro (com Melvin Landerneau e Florian Grengbo)   |
| Gante 2019 (esperanças) | Bronze | Bronze                | Prata (com Melvin Landerneau e Sébastien Vigier) |

### Jogos europeus
| Edição / Prova | Keirin | Velocidade por equipas                 |
| Minsk de 2019  | Prata  | Prata (com Caleyron, Baugé e Lafargue) |

### Campeonatos da França
- 2016
  -  Campeão da França de velocidade por equipas juniores (com Florian Grengbo e Lucas Ronat)
  - 3.º do Campeonato da França da americana juniores
- 2017
  -  Campeão da França do quilómetro juniores
  -  Campeão da França de velocidade juniores
  -  Campeão da França de velocidade por equipas juniores (com Florian Grengbo e Nicolas Verne)
- 2018
  - 2.º do keirin
  - 2.º da velocidade
- 2019
  -  Campeão da França de velocidade